# 胸懸

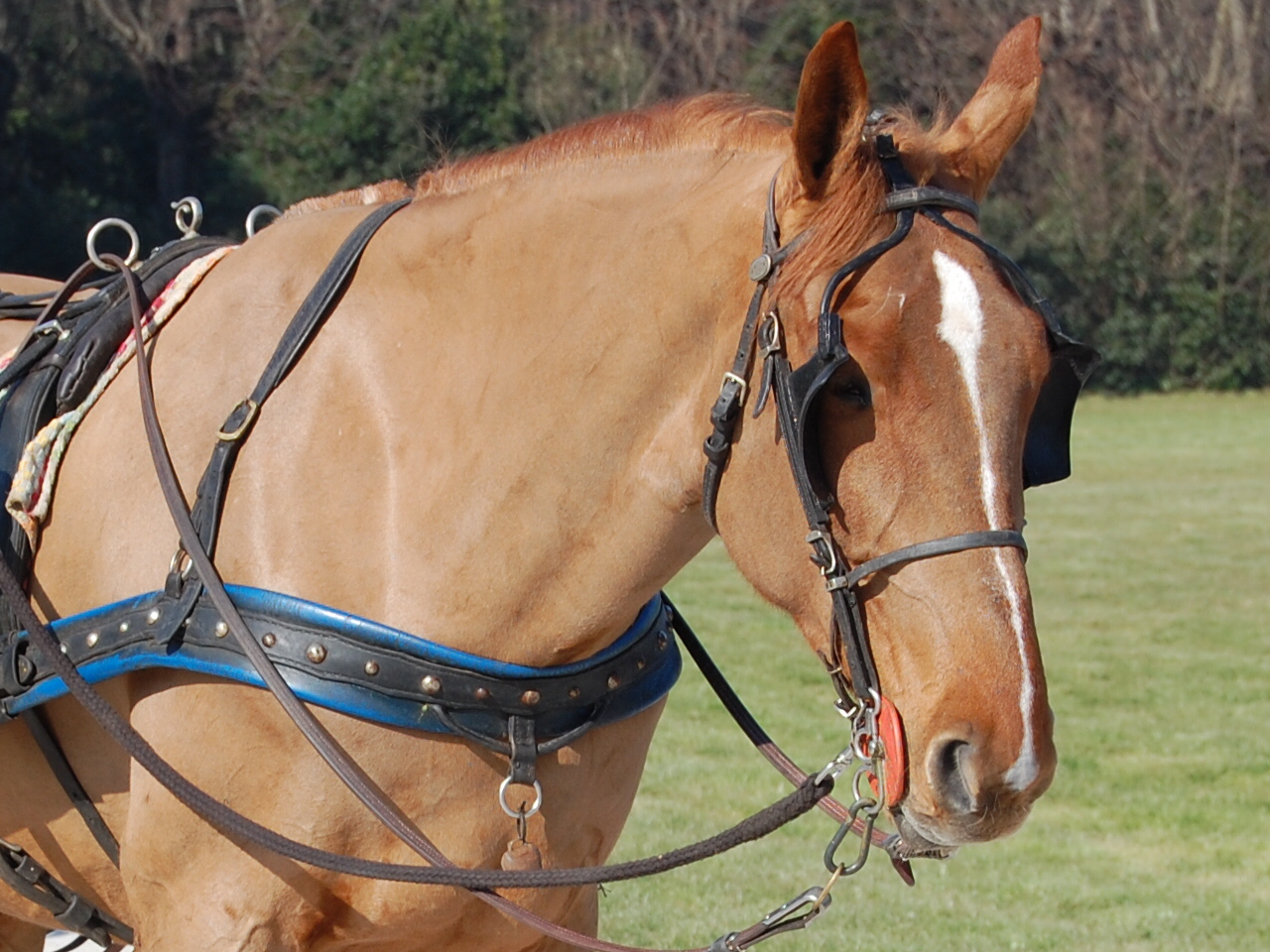

胸懸（むながい、胸繋、鞅、胸掛）とは、馬具の一つで、激しい運動によって鞍が後方にずれることを防ぐため、鞍から馬の胸部を巡らせて固定する革ひものことである。
形状としては鞍の前部両端をつなぐだけの形のものと、Y字形で中央を馬の両前肢の間に通し、その先端についた輪に腹帯を通す形のものがある。